# 尼克·霍尔
尼克·霍尔（英語：Nick Hall，1970年9月19日—），新西兰前男子羽毛球运动员。他曾代表新西兰参加1990年、1994年、1998年和2002年英联邦运动会羽毛球比赛，获得三枚铜牌。